# George Galbraith
George Galbraith (* 16. Dezember 1955 in Pembroke, Ontario) ist ein ehemaliger kanadisch-dänischer Eishockeytorwart und jetziger -trainer, der seit 2008 als Torwarttrainer für die dänische U18-Nationalmannschaft tätig ist. Sein Sohn Patrick ist ebenfalls ein professioneller Eishockeyspieler.

## Karriere
George Galbraith begann seine Karriere als Eishockeyspieler in der Mannschaft der Clarkson University, für die er von 1973 bis 1976 in der National Collegiate Athletic Association aktiv war. Anschließend ging der Torwart nach Europa, wo er zwischen 1977 und 2001 insgesamt 24 Jahre lang für die Profimannschaft des Vojens IK in der dänischen Eliteserien bzw. der zweiten dänischen Eishockeyliga zwischen den Pfosten stand, ehe er im Alter von 45 Jahren endgültig mit dem aktiven Eishockey aufhörte. Während seiner aktiven Laufbahn kam der vielseitige Spieler gelegentlich auch als Stürmer zum Einsatz und wurde mit seiner Mannschaft drei Mal Dänischer Meister (1979, 1980 und 1982). Zudem wurde er 1980 zum Spieler des Jahres der AL-Bank Ligaen gewählt.
In den Spielzeiten 1997/98, 1999/2000 und 2002/03 war Galbraith jeweils als Interimstrainer für den Vojens IK zuständig. Von 2008 bis 2010 war er Torwarttrainer der in der Division I spielenden U18-Nationalmannschaft Dänemarks.

### International
Für Dänemark nahm Galbraith an der C-Weltmeisterschaft 1986 sowie der B-Weltmeisterschaft 1994 teil.

## Erfolge und Auszeichnungen
- 1979 Dänischer Meister mit dem Vojens IK
- 1980 Dänischer Meister mit dem Vojens IK
- 1980 1. division Spieler des Jahres
- 1982 Dänischer Meister mit dem Vojens IK